# Ecdyonurus silvaegabretae
Ecdyonurus silvaegabretae is een haft uit de familie Heptageniidae. De wetenschappelijke naam van de soort is voor het eerst geldig gepubliceerd in 2006 door Soldán & Godunko.
De soort komt voor in het Palearctisch gebied.